# La Famille Willoughby
Pour plus de détails, voir Fiche technique et Distribution.
La Famille Willoughby (The Willoughbys) est un film d'animation réalisé par Kris Pearn et Rob Lodermeier, sorti en 2020. Il s'inspire du livre Les Willoughby de Lois Lowry paru en 2010 chez l'Ecole des loisirs.
Le film suit une noble famille nommée Willoughby. Leur génie et leur amour étaient transmis de génération en génération jusqu'au jour où le dernier descendant de la famille et sa femme qu'il aimait énormément eurent des enfants. L'amour qu'ils se portaient l'un à l'autre était si fort qu'il n'en avait plus à offrir à leurs enfants : un garçon, sa sœur et deux jumeaux. Ils grandissent alors méprisés par leurs parents qui les voient comme un problème et ne leur accordent pas la moindre attention. Un jour, les enfants perdent patience et mijotent un plan pour se débarrasser définitivement de leurs parents et former une vraie famille parfaitement parfaite. Ils comprendront alors ce qu'est réellement la famille.

## Synopsis
Un chat raconte l'histoire des frères et sœurs Willoughby : Tim, Jane et des jumeaux tous les deux nommés Barnabés. Autrefois, la famille Willoughby étaient considérés comme une famille qui se vantait d'un passé glorieux, mais les parents des enfants ne se soucient que les uns des autres. Ils méprisent tous les enfants et privent les frères et sœurs d'amour, de nourriture et de musique. A la place, ils envoient toujours Tim au cagibi à charbon comme punition exagère. Tim aspire à la gloire et à l'unité passées de sa famille.
Un jour, le chat, miaulant devant la porte de la maison, fait tomber à une mystérieuse une boîte que Jane et les jumeaux trouvent, Jane découvre un bébé sur le pas de la porte de la famille. Elle amène le bébé à l'intérieur malgré les refus de Tim, et le bébé fait des ravages. Les parents Willoughby jettent leurs enfants dehors en leur interdisant de revenir à moins qu'ils ne se débarrassent du bébé. Tim veut le laisser au milieu de la rue mais ses frères et sœurs suivent un arc-en-ciel jusqu'à la porte de l'usine de bonbons du commandant Melanoff, et croyant que c'est une maison appropriée, nomment le bébé "Ruth" et la laissent là. Sur le chemin du retour, les frères et sœurs élaborent un plan pour améliorer leur vie en se débarrassant de leurs parents. Les frères et sœurs ont préparé une brochure de vacances pleine de destinations mortelles qui pourraient potentiellement tuer leurs parents afin de les rendre orphelins.
Leurs parents sont enthousiasmés par la brochure et partent immédiatement. Alors que les enfants célèbrent leur liberté, Tim essaie de s'occuper seul de ses frères et sœurs, mais il se débrouille mal en voulant reproduire la tradition famille jusqu'à ce que la nounou embauchée par leurs parents arrive. Le gouvernante, Linda, s'avère beaucoup plus chaleureuse et plus attentionnée que leurs parents, et Jane et les Barnabés se sent en confiance avec elle ; Tim, cependant, reste méfiant. Lorsque Linda apprend ce qui c’est passer avec Ruth, elle se précipite à l'usine de bonbons avec les enfants. En apprenant Ruth, la nounou emmène les enfants à l'usine de Melanoff. Après une poursuite absurde à l'intérieur de l'usine, Melanoff explique qu'il avait à l'origine l'intention de remettre le bébé au Bureau des Orphelins, mais qu'il s'est attaché à elle ; Linda est assurée que Ruth sera bien soignée dans l'usine et non dans le bureau des orphelins qui selon Linda, est un endroit atroce.
Pendant ce temps, les parents de Willoughby ont en quelque sorte survécu à plusieurs destinations dangereuses, mais découvrent bientôt qu'ils sont à court d'argent. Ne voulant pas rentrer chez eux, ils décident de vendre leur maison afin de financer davantage leurs vacances. Ils le disent à Linda par message vocal, et Linda leur assure qu'elle s'occupera des enfants. Tim prend le téléphone portable de Linda et trouve les messages vocaux. Il suppose à tort que Linda signifie se débarrasser des enfants et appelle secrètement le bureau des orphelins pour le signaler.
Les parents de Willoughby embauchent un agent immobilier pour vendre la maison à des acheteurs potentiels, mais les enfants effrayent toutes les familles sauf une. Linda fait peur à la dernière famille pour eux. Tim se rend enfin compte à quel point Linda se soucie d’eux. Cependant, le bureau des orphelins arrivent. L'agent en chef reconnaît Linda, une orpheline qui n'a jamais trouvé de famille qui la voulait. Puis il révèle que c’est Tim qui les à appeler en disant du mal de Linda. Le cœur brisé par la trahison de Tim, Linda part en larmes, et les frères et sœurs Willoughby sont emmenés de force et placés dans des familles d'accueil séparés jusqu'à ce que leurs parents reviennent. Les Barnabés se retrouvent dans une famille très hi-tech, laissées à la merci d'Internet, tandis que Jane, bien qu'elle soit dans une famille de musiciens hippies,elle a perdu l'envie de chanter. Tim s'enfuit à plusieurs reprises de ses familles d'accueil bien intentionnées et court à la maison des Willoughby juste à temps pour assister à sa démolition. Le bureau des orphelins décident de le détenir dans une cellule dans leur quartier général.
Le chat narrateur intervient enfin en donnant le casque de Tim à Linda. Elle décide de retrouver les enfants. Déguisée en concierge, Linda se faufile dans la cellule de Tim, se réconcilie avec lui et le 
fais évader. Linda récupère et réunit ensuite les autres enfants de Willoughby.
Les enfants décident de retourner chez leurs parents pour que le bureau des orphelins les laissent tranquilles. Avec l'aide de Linda, Ruth et Melanoff, les Willoughby construisent un dirigeable pour les sauver du "Pic de l’impossible" en Suisse, qui est la destination finale et le plus meurtrière du voyage de leurs parents. Les frères et sœurs décident de prendre le dirigeable et de laisser les adultes et Ruth derrière eux. En atteignent leur destination, ils suivent une piste du fil de leur mère jusqu'au sommet de la montagne, où ils trouvent leurs parents presque gelés à morts. Les frères et sœurs et le chat les sauvent. Les enfants avouent qu'ils les ont renvoyés, mais espèrent se réunir en famille. Cependant, leurs parents continuent d’être égoïstes comme toujours, volant le dirigeable et abandonnant leurs enfants. Cependant, ne sachant pas comment diriger le dirigeable, le couple Willoughby s'écrasent dans l'océan.
Sans moyen de sortir de la montagne, les frères et sœurs commencent à mourir de froid, sans moyen de revenir en arrière, Jane chante pour eux. Heureusement, Ruth, Melanoff et Linda ont suivi le dirigeable et ont entendu la chanson de Jane, trouvant les frères et sœurs juste à temps. Maintenant officiellement orphelins, les Willoughby sont adoptés par Linda et Melanoff, vivant beaucoup plus heureux avec Ruth et le chat à l'usine de bonbons de Melanoff. Pendant ce temps, il est démontré que M. et Mme Willoughby ont survécu à l'accident du dirigeable et sont bloqués en mer, après quoi ils se font dévorer vivant par un requin.

## Fiche technique
Sauf indication contraire, les informations mentionnées dans cette section peuvent être confirmées par les bases de données cinématographiques IMDb et Allociné,  présentes dans la section « Liens externes ».
- Titre original : The Willoughbys
- Titre français : La Famille Willoughby
- Réalisation : Kris Pearn, Rob Lodermeier et Cory Evans
- Scénario : Kris Pearn et Mark Stanleigh, d'après le livre de Lois Lowry
- Musique : Mark Mothersbaugh
- Pays d'origine :  États-Unis -  Canada -  Royaume-Uni
- Langue originale : anglais
- Genre : animation, comédie noire
- Date de sortie : 22 avril 2020 (Netflix)

## Distribution

### Voix originales
Sauf indication contraire, les informations mentionnées dans cette section peuvent être confirmées par les bases de données cinématographiques IMDb et Allociné,  présentes dans la section « Liens externes ».
- Will Forte : Tim
- Maya Rudolph : Nanny
- Alessia Cara : Jane
- Seán Cullen : Barnabé A & B
- Ricky Gervais : le chat
- Terry Crews : commandant Melanoff
- Martin Short : père
- Jane Krakowski : mère
- Brian Drummond : Baby Ruth / Phil / Yokel
- Kris Pearn : Spoons McGee
- Colleen Wheeler : Agent Alice Vernkov du Bureau des Orphelins
- Cristina Rosato

### Voix françaises
- Christophe Lemoine : le chat
- Guillaume Lebon : le père
- Barbara Beretta : la mère
- Jérémy Prévost : Barnabé A & B
- Damien Ferrette : Tim
- Kelly Marot : Jane
- Léovanie Raud : la gouvernante
- Thierry Desroses : commandant Mélanoff
- Valérie Siclay : Irène Lapierre
- Simon Volodine : grand-oncle Edmond
- Myrtille Bakouche : Alics Vernakov agent du Bureau des orphelins
- Benjamin Boyer : père parfait
- Maeghan Dendrael, Virginie Caliari, Gaëlle Trimardeau, Cécile Gatto, Flora Brunier

 Sauf indication contraire ou complémentaire, les informations mentionnées dans cette section proviennent du générique de fin de l'œuvre audiovisuelle présentée ici.